# Rue Preston (Ottawa)
La rue Preston (route d'Ottawa n° 73 ) est une rue d'Ottawa, en Ontario, Canada, qui s'étend entre la rue Scott au nord et la promenade Prince of Wales et la promenade Queen Elizabeth au sud. Il s'agit de la principale artère commerciale de la Petite Italie d'Ottawa, qui abrite de nombreuses petites entreprises et restaurants italiens.
Une arche métallique éclairée aux couleurs de l'Italie chevauche ainsi la rue Preston à son intersection avec l'avenue Carling. Elle a été construite en 2002 pour attirer les touristes de la région du lac Dow, immédiatement au sud. À la même intersection se trouve le plus haut bâtiment d'Ottawa, la tour de condominiums résidentiels Claridge Icon.
La rue Preston et ses rues adjacentes sont fermées à la circulation chaque mois de juin depuis 1974 à l'occasion du festival de la Semaine italienne, une célébration de la culture italienne à Ottawa. La rue Preston a reçu un nom italien commémoratif : Corso Italia.

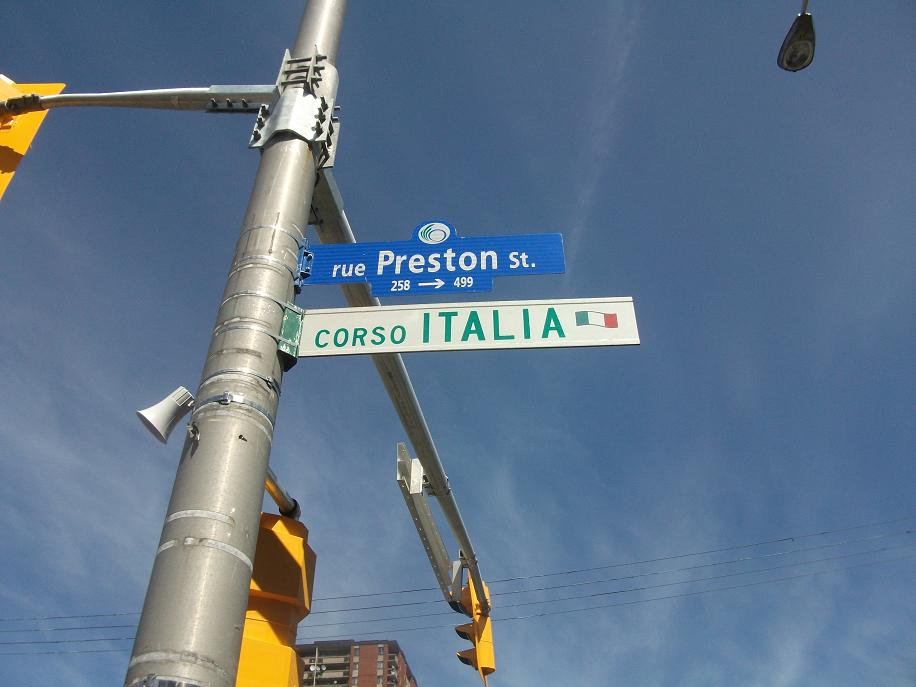
Plaque de la rue Preston avec le signe "Corso Italia" en dessous

En 1986, la zone d'amélioration commerciale de la rue Preston a été créée, représentant les entreprises locales auprès de la Ville d'Ottawa. 
En 2015, Preston a été temporairement prolongée vers le nord de la rue Albert jusqu'à Kichi Zibi Mikan (alors la promenade Macdonald) afin de servir d'artère principale vers Gatineau, au Québec, pendant que la rue Booth était fermée en raison de la construction de la ligne de la Confédération.
Preston doit son nom à l'ancien trésorier de la ville, John Honey Preston, ou à l'échevin George Honey Preston.